# Chillán
Chillán ist eine Stadt in der Mitte des südamerikanischen Anden-Staates Chile. Sie hat 164.574 Einwohner (Stand: 2017).
Chillán ist die Hauptstadt der Region Ñuble, der am 6. September 2018 errichteten chilenischen XVI. Region. Zuvor war sie Hauptstadt der gleichnamigen Provinz Ñuble, die zur VIII. Region (Región del Bío-Bío) gehörte.

## Geografie
Chillán liegt in einem breiten Tal, etwa auf halber Strecke zwischen Santiago und Osorno. Die Stadt liegt rund 60 km östlich von Concepción in der Región del Bío-Bío.
Die Südsommer sind sehr heiß, nachts kühlt es aber stark ab.

## Geschichte

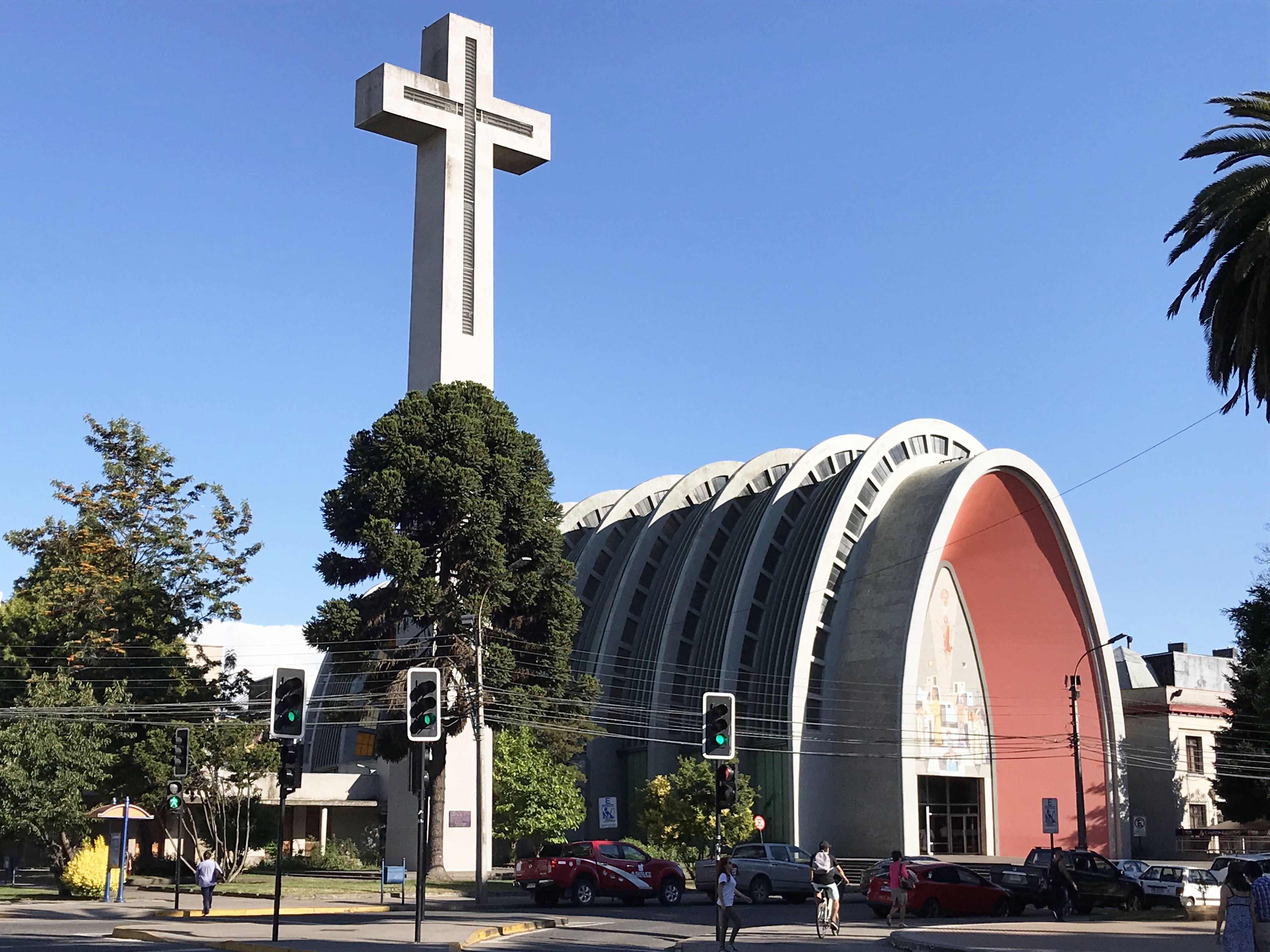
Die Kathedrale von Chillán, erbaut nach dem Erdbeben von Chillán des Jahres 1939

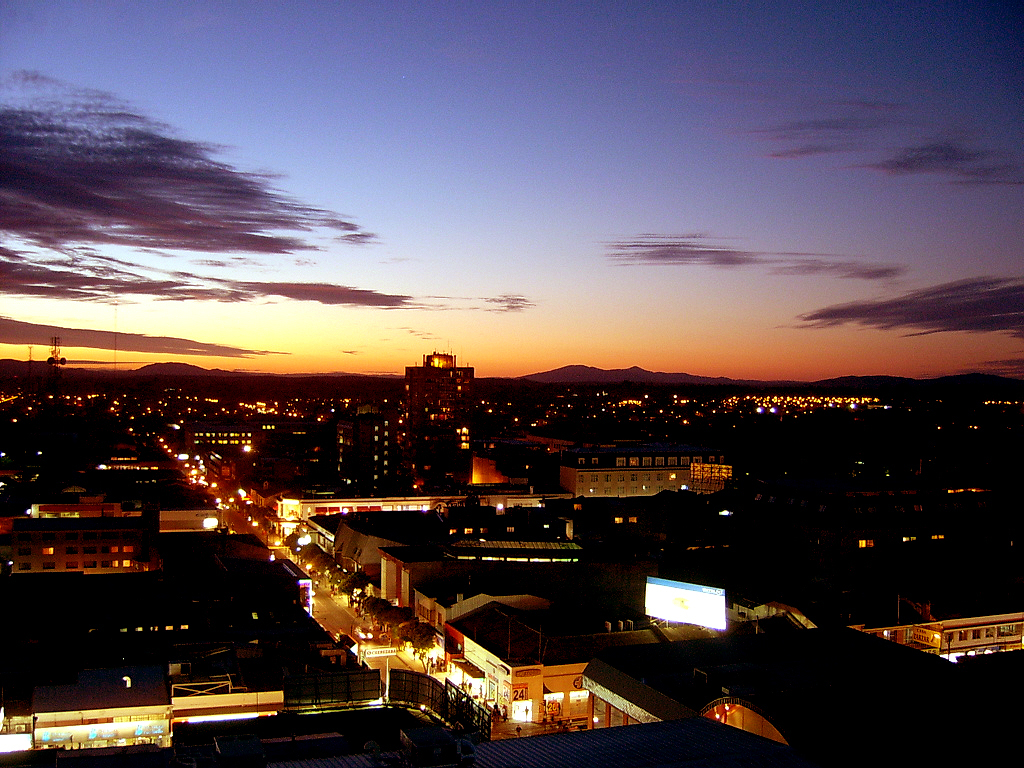
Chillán: Panorama-Ansicht

Chillán wurde am 25. Juni 1580 vom Generalgouverneur von Chile Martín Ruiz de Gamboa unter dem Namen San Bartolomé de Gamboa gegründet. Erdbeben zerstörten Chillán im Jahr 1751 und 1835. Häufig war die Stadt auch Überschwemmungen ausgesetzt.
Trotz ihres lebhaften Handels galt die Stadt am Ende des 19. Jahrhunderts als unansehnlich. Die Einwohnerzahl im Jahr 1875 betrug 19.044.
Beim Erdbeben in der Nacht vom 24. auf den 25. Januar 1939 starben mehr als 25.000 der 41.000 Einwohner. Die Stadt besteht seitdem praktisch nur aus modernen Gebäuden, da das Erdbeben fast alle historischen Gebäude zerstörte. Chillán war auch vom Erdbeben am 27. Februar 2010 betroffen: so konnten 300 Gefangene aus dem beschädigten Gefängnis fliehen, von denen einige später wieder festgenommen werden konnten.

## Sehenswürdigkeiten
In Chillán gibt es einen kleinen Markt mit Kunsthandwerk, Obst und Gemüse.
Etwa 80 km weiter östlich gibt es den Thermalort (Termas de Chillán) mit schwefelhaltigen Thermen, in der Nähe des Vulkans Chillán auf 1800 m.
Die Region ist bei Trekking-Anhängern und Skifahrern beliebt. Besonders romantisch sind die Anden südöstlich der Stadt.
Berühmt sind die Wandmalereien (Murales) des mexikanischen Malers David Alfaro Siqueiros (1896–1974), die die Wände der Bibliothek einer Schule bedecken.
Die Stadt ist der Geburtsort von Bernardo O’Higgins, dem ersten Supremo Director von Chile, und Claudio Arraus (Museum).
Das Museum Arturo Prat widmet sich dem gleichnamigen chilenischen Seehelden, der im Salpeterkrieg 1879 starb.

## Söhne und Töchter der Stadt
- Bernardo O’Higgins (1778–1842), Politiker und erstes Staatsoberhaupt Chiles
- Carlos Fanta (1890–1964), Fußballspieler, -trainer, -schiedsrichter und -funktionär sowie Journalist
- Héctor Parra (1891–1968), Fußballspieler und -trainer
- María Luisa Sepúlveda (1892–1958), Komponistin und Musikpädagogin
- Luis Álamos Barros (1893–1960), Politiker
- Aurelio Domínguez (1896–1971), Fußballspieler
- Claudio Arrau (1903–1991), weltberühmter Pianist, herausragender Beethoven-Interpret
- Marta Colvin (1907–1995), Bildhauerin
- Ramón Vinay (1911–1996), weltberühmter chilenischer Tenor
- Volodia Teitelboim (1916–2008), kommunistischer Schriftsteller
- Mario Salazar (1917–unbekannt), Fußballspieler
- José Tohá (1927–1974), Journalist und Politiker
- Eduardo Cortázar (* 1947), Fußballspieler und -trainer
- Julio Suazo (* 1954), Fußballspieler und -trainer
- Sergio Salgado (* 1958), Fußballspieler
- Roberto Reynero (* 1965), Fußballspieler
- Wilson Rojas (* 1966), Fußballspieler
- Francisco Rotunno (1976–2025), Fußballspieler
- Cristián Reynero (* 1979), Fußballspieler
- Juan Delgado (* 1993), Fußballspieler
- Juan Leiva (* 1993), Fußballspieler
- Pablo Parra (* 1994), Fußballspieler
- Ignacio Ibáñez (* 1996), Fußballspieler
- Alejandro Fernández Almendras, Regisseur des in Chillán spielenden Films Huacho – ein Tag im Leben (2011)

## Wirtschaft und Verkehr
In der Region wird Wein angebaut. Auch der Fremdenverkehr spielt eine gewisse Rolle.
Die Stadt liegt an der Panamericana und an der Bahnstrecke Santiago – Puerto Montt („Longitudinal Sur“). Wenige Kilometer nordöstlich von Chillán liegt der Flugplatz Chillán mit dem IATA-Code YAI. Obwohl er für Passagierflugzeuge mittlerer Größe ausgebaut ist, gibt es (Stand 2023) keine kommerziellen Flüge, da die Stadt sowohl auf der Straße als auch mit der Eisenbahn gut angebunden ist und eine Schnellbahnlinie nach Santiago gebaut wird. Außerdem liegt der bedeutende Flughafen Concepción nur gut 100 km entfernt.